# Arsenie Toderaș
Arsenie Toderaș (előfordul Todiraș formában is) (Kisinyov, 1983. július 22. –) moldovai énekes. 2006-ban szerepelt az Eurovíziós Dalfesztiválon. Moldovában nőtt fel anyjával, apjával és a húgával. Az O-Zone nevű fiúegyüttes 2005-ös felbomlásáig annak tagja volt. Ezután szólókarrierbe kezdett Oroszországban és Romániában, Arsenium művésznéven. 
Arsenie 2006-ban Moldovát képviselte az Eurovíziós Dalfesztiválon a Loca (spanyolul Őrült) című számmal, Natalia Gordienkóval és a Connect-R-rel együtt, ahol a 20. helyet érték el 22 ponttal.
Részt vett a Dansez pentru tine táncversenyen, a Dancing with the Stars román változatában, és 2. helyet ért el.
Első albuma, A 33. elem, 2006 nyarán került kiadásra Romániában, ezt követően más országokban is (pl. Oroszország, Spanyolország, Ukrajna, Lengyelország stb.).
2008-ban került kiadásra szólója, a Rumadai, amivel felkerült a Top 100-as listára Németországban és Ausztriában. Később ugyanezzel a számával képviselte Romániát a Viña del Mar Nemzetközi Fesztiválon 2014-ben Chilében, megnyerve vele a Legjobb előadó címet és ezzel az Ezüst Sirály díjat (a legnagyobb díjat a nemzetközi versenyen).

## Diszkográfia

### Albumok
Az O-Zoneban
- 2002: Number 1
- 2005: DiscO-Zone

Solo
- 2006: A 33. Elem

### Szólók
- 2005: "Love Me, Love Me" (Germany Top 100 No. 33, France Singles Top 100 #36)
- 2006: "Loca"
- 2007: "Professional Heartbreakers"
- 2008: "Wake Up"
- 2008: "Rumadai" (Germany Top 100 No. 32, Germany Dancefloor Chart No. 1, Austria Top 75 #50)
- 2009: "Minimum"
- 2009: "25"
- 2010: "Исчезни" (transcribed as "Ischezni")
- 2010: "Remember mе"
- 2010: "Nu ma mai cautа"
- 2010: "Erase it"
- 2010: "Bang Bang"
- 2010: "Happy Birthday"
- 2011: "My Heart"
- 2012: "I'm Giving Up"
- 2013: "Aquamarina" (feat. Janyela)
- 2014: "Do Rassveta" (feat. Sati Kazanova)
- 2015: "Bella Bella"
- 2016: "Только с тобой" (transcribed as "Tol'ko s toboi")
- 2016: "What is Love"

### Videóklippek
- 2005: "Love Me, Love Me"
- 2006: "Loca" (feat. Natalia Gordienco & Connect-R)
- 2006: "Professional Heartbreakers"
- 2008: "Wake Up"
- 2008: "Rumadai"
- 2009: "Minimum"
- 2010: "Remember Me"
- 2010: "Erase It"
- 2011: "My Heart" (feat. Lena Knyazeva) [1]
- 2014: "Do Rassveta" (Arsenium feat. Sati Kazanova)
- 2015: "Bella Bella"
- 2016: "Только с тобой"
- 2016: "What is Love"

## Fordítás
- Ez a szócikk részben vagy egészben  az   Arsenie Toderaş című angol Wikipédia-szócikk ezen változatának fordításán alapul.  Az eredeti cikk szerkesztőit annak laptörténete sorolja fel. Ez a jelzés csupán a megfogalmazás eredetét és a szerzői jogokat jelzi, nem szolgál a cikkben szereplő információk forrásmegjelöléseként.